# Natação no Campeonato Europeu de Esportes Aquáticos de 2021 - 100 m livre masculino
A prova dos 100 metros livre masculino da natação no Campeonato Europeu de Esportes Aquáticos de 2021 ocorreu nos dias 18 e 19 de maio na Arena Danúbio, em Budapeste na Hungria. 

## Calendário
| Fase          | Data       | Hora  |
| ------------- | ---------- | ----- |
| Eliminatórias | 18 de maio | 10:00 |
| Semifinal     | 18 de maio | 18:24 |
| Final         | 19 de maio | 18:19 |

Todos os horários estão no horário local (UTC+1)

## Recordes
Antes desta competição, os recordes eram os seguintes:
|                       | Nadador       | Tempo | Local     | Data                |
| --------------------- | ------------- | ----- | --------- | ------------------- |
| Recorde mundial       | César Cielo   | 46.91 | Roma      | 30 de julho de 2009 |
| Recorde europeu       | Alain Bernard | 47.12 | Roma      | 30 de julho de 2009 |
| Recorde do campeonato | Alain Bernard | 47.50 | Eindhoven | 22 de março de 2008 |

Os seguintes novos recordes foram estabelecidos durante esta competição. 
| Data       | Prova | Nadador            | Nacionalidade | Tempo | Recordes              |
| ---------- | ----- | ------------------ | ------------- | ----- | --------------------- |
| 19 de maio | Final | Kliment Kolesnikov | Rússia        | 47.37 | Recorde do campeonato |

## Medalhistas
| Ouro                     | Prata                    | Bronze               |
| Kliment Kolesnikov (RUS) | Alessandro Miressi (ITA) | Andrey Minakov (RUS) |

## Resultados

### Eliminatórias
Esses foram os resultados das eliminatórias. 
| Pos. | Bateria | Raia | Nadador                   | Nacionalidade        | Tempo | Notas            |
| ---- | ------- | ---- | ------------------------- | -------------------- | ----- | ---------------- |
| 1    | 10      | 4    | Kliment Kolesnikov        | Rússia               | 47.53 | Q                |
| 2    | 10      | 3    | Alessandro Miressi        | Itália               | 47.81 | Q,               |
| 3    | 8       | 4    | Andrey Minakov            | Rússia               | 47.88 | Q                |
| 4    | 10      | 1    | Andrej Barna              | Sérvia               | 48.17 | Q                |
| 5    | 7       | 5    | David Popovici            | Roménia              | 48.30 | Q,               |
| 6    | 9       | 4    | Vladislav Grinev          | Rússia               | 48.36 |                  |
| 6    | 10      | 2    | Maxime Grousset           | França               | 48.36 | Q                |
| 8    | 8       | 5    | Nándor Németh             | Hungria              | 48.38 | Q                |
| 9    | 8       | 2    | Andrey Zhilkin            | Rússia               | 48.40 |                  |
| 10   | 8       | 7    | Roman Mityukov            | Suíça                | 48.56 | Q                |
| 11   | 10      | 6    | Szebasztián Szabó         | Hungria              | 48.59 | Q                |
| 12   | 9       | 6    | Thomas Dean               | Reino Unido          | 48.66 | Q                |
| 13   | 9       | 5    | Kristof Milak             | Hungria              | 48.72 |                  |
| 14   | 9       | 3    | Matthew Richards          | Reino Unido          | 48.73 | Q                |
| 15   | 7       | 3    | Antonio Djakovic          | Suíça                | 48.74 | Q                |
| 16   | 9       | 7    | Stan Pijnenburg           | Países Baixos        | 48.76 | Q                |
| 17   | 9       | 1    | Jacob Whittle             | Reino Unido          | 48.78 |                  |
| 18   | 10      | 8    | Lorenzo Zazzeri           | Itália               | 48.80 | Q                |
| 19   | 8       | 6    | Manuel Frigo              | Itália               | 48.90 |                  |
| 20   | 4       | 5    | Björn Seeliger            | Suécia               | 48.98 | Q                |
| 21   | 8       | 3    | Sergii Shevtsov           | Ucrânia              | 49.02 | Q                |
| 22   | 7       | 2    | Charles Rihoux            | França               | 49.04 |                  |
| 23   | 9       | 8    | Kristian Golomeev         | Grécia               | 49.05 |                  |
| 23   | 10      | 7    | Velimir Stjepanović       | Sérvia               | 49.05 |                  |
| 25   | 9       | 2    | Jakub Kraska              | Polónia              | 49.08 |                  |
| 26   | 7       | 8    | Sebastien De Meulemeester | Bélgica              | 49.33 |                  |
| 27   | 7       | 6    | Julien Berol              | França               | 49.35 |                  |
| 28   | 8       | 1    | Josha Salchow             | Alemanha             | 49.37 |                  |
| 29   | 10      | 0    | Simonas Bilis             | Lituânia             | 49.38 |                  |
| 29   | 7       | 0    | Heiko Gigler              | Áustria              | 49.38 |                  |
| 29   | 7       | 1    | Bartosz Piszczorowicz     | Polónia              | 49.38 |                  |
| 32   | 7       | 4    | Jesse Puts                | Países Baixos        | 49.41 |                  |
| 33   | 4       | 4    | Artem Bondar              | Ucrânia              | 49.42 |                  |
| 33   | 8       | 8    | Kacper Majchrzak          | Polónia              | 49.42 |                  |
| 35   | 10      | 9    | Nyls Korstanje            | Países Baixos        | 49.46 |                  |
| 35   | 6       | 3    | Thomas Thijs              | Bélgica              | 49.46 |                  |
| 37   | 7       | 7    | Péter Holoda              | Hungria              | 49.50 |                  |
| 38   | 6       | 7    | Daniel Zaitsev            | Estónia              | 49.51 |                  |
| 39   | 6       | 4    | Moritz Berg               | Espanha              | 49.56 |                  |
| 40   | 6       | 6    | Nils Liess                | Suíça                | 49.58 |                  |
| 40   | 6       | 2    | Alexandre Marcourt        | Bélgica              | 49.58 |                  |
| 42   | 8       | 9    | Robin Hanson              | Suécia               | 49.61 |                  |
| 43   | 5       | 7    | Isak Eliasson             | Suécia               | 49.66 |                  |
| 44   | 9       | 9    | Miguel Nascimento         | Portugal             | 49.68 |                  |
| 45   | 4       | 7    | Nikola Miljenić           | Croácia              | 49.69 |                  |
| 46   | 4       | 3    | Nikola Aćin               | Sérvia               | 49.75 |                  |
| 46   | 8       | 0    | Meiron Cheruti            | Israel               | 49.75 |                  |
| 48   | 9       | 0    | Leonardo Deplano          | Itália               | 49.77 |                  |
| 49   | 7       | 9    | Valentyn Nesterkin        | Ucrânia              | 49.82 |                  |
| 50   | 5       | 2    | Björn Kammann             | Alemanha             | 49.83 |                  |
| 51   | 5       | 1    | Markus Lie                | Noruega              | 49.85 |                  |
| 52   | 6       | 9    | Uroš Nikolić              | Sérvia               | 49.93 |                  |
| 53   | 4       | 2    | Ari-Pekka Liukkonen       | Finlândia            | 49.99 |                  |
| 54   | 3       | 5    | Anton Herrala             | Finlândia            | 50.00 |                  |
| 55   | 2       | 5    | Alex Ahtiainen            | Estónia              | 50.06 |                  |
| 56   | 5       | 9    | Marcin Cieślak            | Polónia              | 50.08 |                  |
| 56   | 5       | 3    | Yauhen Tsurkin            | Bielorrússia         | 50.08 |                  |
| 58   | 6       | 1    | Artsiom Machekin          | Bielorrússia         | 50.09 |                  |
| 59   | 3       | 8    | Ralph Daleiden Ciuferri   | Luxemburgo           | 50.11 |                  |
| 60   | 2       | 4    | Nicholas Lia              | Noruega              | 50.13 |                  |
| 61   | 5       | 5    | Mario Mollà               | Espanha              | 50.15 |                  |
| 62   | 5       | 8    | Odysseus Meladinis        | Grécia               | 50.19 |                  |
| 63   | 4       | 1    | Yalım Acımış              | Turquia              | 50.20 |                  |
| 64   | 3       | 2    | George Stoica-Constantin  | Roménia              | 50.22 |                  |
| 65   | 5       | 6    | Niksa Stojkovski          | Noruega              | 50.25 |                  |
| 66   | 5       | 4    | Tomer Frankel             | Israel               | 50.28 |                  |
| 67   | 3       | 6    | Grigori Pekarski          | Finlândia            | 50.38 |                  |
| 68   | 2       | 6    | Pit Brandenburger         | Luxemburgo           | 50.41 |                  |
| 69   | 3       | 9    | Matej Duša                | Eslováquia           | 50.50 |                  |
| 70   | 6       | 5    | Jasper Aerents            | Bélgica              | 50.51 |                  |
| 71   | 4       | 0    | Daniil Pancerevas         | Lituânia             | 50.56 |                  |
| 72   | 3       | 3    | Illya Linnyk              | Ucrânia              | 50.60 |                  |
| 73   | 4       | 6    | Artur Barseghyan          | Armênia              | 50.63 |                  |
| 74   | 6       | 0    | Gal Cohen Groumi          | Israel               | 50.76 |                  |
| 75   | 3       | 0    | Nikolas Antoniou          | Chipre               | 50.78 |                  |
| 76   | 4       | 9    | Jokūbas Keblys            | Lituânia             | 50.79 |                  |
| 77   | 3       | 4    | Doğa Çelik                | Turquia              | 50.80 |                  |
| 77   | 3       | 1    | Marcus Holmquist          | Suécia               | 50.80 |                  |
| 79   | 4       | 8    | Yordan Yanchev            | Bulgária             | 50.92 |                  |
| 80   | 3       | 7    | Tomas Navikonis           | Lituânia             | 51.09 |                  |
| 81   | 2       | 2    | Nikola Bjelajac           | Bósnia e Herzegovina | 51.23 |                  |
| 82   | 2       | 7    | Sašo Boškan               | Eslovênia            | 51.30 |                  |
| 83   | 2       | 8    | Melikşah Düğen            | Turquia              | 51.54 |                  |
| 84   | 5       | 0    | Baturalp Ünlü             | Turquia              | 51.63 |                  |
| 85   | 2       | 3    | Constantin Malachi        | Moldávia             | 51.95 |                  |
| 86   | 2       | 1    | David Abesadze            | Geórgia              | 52.03 |                  |
| 87   | 2       | 0    | Bernat Lomero             | Andorra              | 52.07 | Recorde nacional |
| 88   | 1       | 4    | Tomás Lomero              | Andorra              | 52.58 |                  |
| 89   | 2       | 9    | Boško Radulović           | Montenegro           | 52.95 |                  |
| 90   | 1       | 5    | Ado Gargović              | Montenegro           | 53.56 |                  |
| 91   | 1       | 6    | Eduard Tshagharyan        | Armênia              | 54.26 |                  |
| 92   | 1       | 9    | Vladimir Mamikonyan       | Armênia              | 54.68 |                  |
| 92   | 1       | 8    | Paolo Priska              | Albânia              | 54.68 |                  |
| 94   | 1       | 0    | Vigan Bytyqi              | Kosovo               | 54.79 |                  |
| 95   | 1       | 3    | Théo Chiabaut             | Mónaco               | 54.96 |                  |
| 96   | 1       | 2    | Olt Kondirolli            | Kosovo               | 55.13 |                  |
| 97   | 1       | 7    | Ethan Faloppa             | Mónaco               | 55.17 |                  |
| 98   | 1       | 1    | Dren Ukimeraj             | Kosovo               | 57.09 |                  |
| 99   | 6       | 8    | Denis Loktev              | Israel               | DNS   | DNS              |
| 99   | 10      | 5    | Duncan Scott              | Reino Unido          | DNS   | DNS              |

### Semifinal
Esses foram os resultados das semifinais. 
Semifinal 1
| Pos. | Raia | Nadador            | Nacionalidade | Tempo | Notas |
| ---- | ---- | ------------------ | ------------- | ----- | ----- |
| 1    | 4    | Alessandro Miressi | Itália        | 47.53 | Q,    |
| 2    | 3    | Maxime Grousset    | França        | 48.09 | Q     |
| 3    | 6    | Roman Mityukov     | Suíça         | 48.28 | q     |
| 4    | 2    | Thomas Dean        | Reino Unido   | 48.39 | q     |
| 5    | 5    | Andrej Barna       | Sérvia        | 48.41 |       |
| 6    | 1    | Lorenzo Zazzeri    | Itália        | 48.59 |       |
| 7    | 7    | Antonio Djakovic   | Suíça         | 48.96 |       |
| 8    | 8    | Sergii Shevtsov    | Ucrânia       | 49.33 |       |

Semifinal 2
| Pos. | Raia | Nadador            | Nacionalidade | Tempo | Notas |
| ---- | ---- | ------------------ | ------------- | ----- | ----- |
| 1    | 5    | Andrey Minakov     | Rússia        | 47.82 | Q     |
| 2    | 4    | Kliment Kolesnikov | Rússia        | 47.85 | Q     |
| 3    | 6    | Nándor Németh      | Hungria       | 48.02 | q     |
| 4    | 3    | David Popovici     | Roménia       | 48.28 | q,    |
| 5    | 2    | Szebasztián Szabó  | Hungria       | 48.87 |       |
| 6    | 1    | Stan Pijnenburg    | Países Baixos | 48.89 |       |
| 7    | 8    | Björn Seeliger     | Suécia        | 48.99 |       |
| 8    | 7    | Matthew Richards   | Reino Unido   | 49.01 |       |

### Final
Esse foi o resultado da final. 
| Pos.              | Raia | Nadador            | Nacionalidade | Tempo | Notas                 |
| ----------------- | ---- | ------------------ | ------------- | ----- | --------------------- |
| Medalha de ouro   | 3    | Kliment Kolesnikov | Rússia        | 47.37 | Recorde do campeonato |
| Medalha de prata  | 4    | Alessandro Miressi | Itália        | 47.45 | Recorde nacional      |
| Medalha de bronze | 5    | Andrey Minakov     | Rússia        | 47.74 |                       |
| 4                 | 6    | Nándor Németh      | Hungria       | 47.84 | Recorde nacional      |
| 5                 | 2    | Maxime Grousset    | França        | 47.90 |                       |
| 6                 | 1    | David Popovici     | Roménia       | 48.08 | Recorde nacional      |
| 7                 | 8    | Thomas Dean        | Reino Unido   | 48.30 |                       |
| 8                 | 7    | Roman Mityukov     | Suíça         | 48.47 |                       |

Legenda
| Recorde mundial       | Recorde mundial (World record)               |                       | Recorde africano                      | Recorde africano (African) |                                           | Q | Classificado por posição (Qualified) |
| Recorde do campeonato | Recorde do campeonato (Championship record)  | Recorde da América    | Recorde da América (Americas)         | q                          | Classificado por melhor tempo (Qualified) |   |                                      |
| Melhor marca do ano   | Melhor marca do ano (World leading)          | Recorde asiático      | Recorde asiático (Asian)              | DNS                        | Não largou (Did not start)                |   |                                      |
| Recorde nacional      | Recorde nacional (National record)           | Recorde europeu       | Recorde europeu (European)            | DNF                        | Não terminou (Did not finish)             |   |                                      |
| Recorde pessoal       | Recorde pessoal do atleta (Personal best)    | Recorde da Oceania    | Recorde da Oceania (Oceania)          | DSQ / DQ                   | Desclassificado (Disqualified)            |   |                                      |
| Recorde da temporada  | Recorde da temporada do atleta (Season best) | Recorde sul-americano | Recorde sul-americano (South America) | NM                         | Sem marca (No mark)                       |   |                                      |